# 栃木県道201号作原田沼線
栃木県道201号作原田沼線（とちぎけんどう201ごう さくはらたぬません）は、栃木県佐野市内を走る一般県道である。
2008年（平成20年）3月31日までは栃木県道201号作原上町線であった。

## 路線データ
- 指定：1961年（昭和36年）4月1日
- 距離：18.534km
- 起点：栃木県佐野市作原町
- 終点：栃木県佐野市田沼町369-6[1]（田沼上町西交差点、栃木県道66号桐生田沼線交点）

## 歴史
- 1961年（昭和36年）4月1日 - 一般県道作原上町線として認定。
- 2008年（平成20年）4月1日 - 作原田沼線に改称。
- 2013年（平成25年）11月24日 - 岩崎バイパス岩崎工区のうち2.1kmの区間が供用開始。[2]
- 2024年（令和6年）3月13日 - 岩崎バイパス船越工区の1.5kmが供用開始。[3][4]
- 2024年（令和6年）4月1日 - 岩崎工区・船越工区の旧道が区域から除外。[1]

## 交差する主な道路
- 国道293号（佐野市田沼町※田沼上町西交差点～石塚町※無名交差点 間重複）
- 栃木県道345号葛生船越線（佐野市船越町）